# Catatropis johnstoni
Espèce
Catatropis johnstoni est une espèce de vers trématodes de la famille des Notocotylidae.

## Répartition
Catatropis johnstoni se rencontre aux États-Unis.

## Historique
Il a d'abord été décrit en 1956 par Walter Edwin Martin (d), qui avait trouvé des cercaires (un stade larvaire des trématodes) relâchés par un escargot Cerithidea californica rencontré dans le sud-ouest de la Californie. Lorsque les cercaires sont donnés à manger à des poules (Gallus gallus domesticus), ils se développent en vers à maturité ; Martin émit l'hypothèse que l'hôte naturel de ce ver était des oiseaux d'eau. En 1970, une étude des helminthes du rat Oryzomys palustris vivant dans un marais salant à Cedar Key, en Floride, a permis de retrouver des vers semblables à C. johnstoni. Le ver était présent dans 30 % des 110 rats examinés, avec un nombre de vers par rat variant de 1 à 500 (en moyenne 91). Quelques escargots Cerithidea scalariformis de ce marais possédaient également des cercaires semblables au C. johnstoni de Californie. Lorsqu'ils sont introduits dans des poulets, des rats Oryzomys palustris, des gerbilles de Mongolie (Meriones unguiculatus), des hamsters dorés (Mesocricetus auratus) et des souris communes (Mus musculus), ces cercaires se développent en vers infectieux. Bush et Kinsella, qui ont écrit sur ce résultat en 1972, ont considéré ces vers de Floride et de Californie comme étant de la même espèce, comme il n'y avait que des différences de taille mineures entre les deux. Comme aucune espèce de rat des marais ne vit en Californie et en Floride, ils sont convenus avec Martin que l'hôte normal de C. johnstoni était probablement un oiseau, peut-être un Rallidé ou un Limicole. Néanmoins, le taux d'infection chez le rat des marais est trop élevé pour qu'il soit seulement un hôte accidentel, peut-être C. johnstoni a-t-il un territoire limité aux marais salants mais il n'a pas d'hôte spécifique.
Catatropis johnstoni ne possède pas la série de papilles latérales (structures « mamelon-like ») sur sa face inférieure qui est normalement présente dans le genre Catatropis. Pour ce caractère, il ressemble au C. nicolli australien, qui a le pore génital situé plus en avant. C. johnstoni a une crête médiane sur la face inférieure, un autre trait du genre Catatropis, mais, contrairement à toutes les autres espèces du genre, cette crête n'est pas lisse et consiste en une série de papilles distinctes mais étroitement espacées. En raison de ces caractères, il peut ne pas appartenir à Catatropis.

## Classification
Le nom valide complet (avec auteur) de ce taxon est Catatropis johnstoni Martin (d), 1956,.

### Étymologie
Son épithète spécifique, johnstoni, lui a été donnée en l'honneur du parasitologue australien Thomas Harvey Johnston (d) (1881-1951).

### Publication originale
- (en) W. E. Martin, « The Life Cycle of Catatropis johnstoni n. sp. (Trematoda: Notocotylidae) », Transactions of the American Microscopical Society, Wiley, vol. 75, no 1,‎ janvier 1956, p. 117-128 (ISSN 0003-0023 et 2325-5145, DOI 10.2307/3223661, JSTOR 3223661).